# Moya (Gran Canaria)
Moya ist eine Gemeinde auf der Kanarischen Insel Gran Canaria. Sie hat 7.987 Einwohner (Stand: 2024) auf einer Fläche von 31,87 km².
Moya liegt westlich von Las Palmas de Gran Canaria und nördlich von Puerto Rico und GC2. Die Nachbargemeinden sind Arucas im Nordwesten, Firgas im Osten, Valleseco im Südosten, Artenara und Tejeda im Süden, und Gáldar im Südwesten und Santa María de Guía de Gran Canaria im Westen.

## Ortsteile
Die Gemeinde ist verwaltungstechnisch in die folgenden Teile gegliedert:
- Barranco del Laurel
- Barranco del Pinar
- Cabo Verde
- Carretería
- La Costa
- Doramas
- Los Dragos
- Fontanales
- Frontón
- Hoyas del Cavadero
- La Jurada
- Lance
- Lomo Blanco
- Lomo del Peñón
- Moreto
- Palmito
- Palo
- San Fernando
- El Tablero
- Los Tiles
- Los Toscales
- Trujillo
- Villa de Moya (Verwaltungssitz)

## Einwohner
| Jahr | Einwohner | Bevölkerungsdichte |
| ---- | --------- | ------------------ |
| 1991 | 8.007     | 251,2 Ew./km²      |
| 1996 | 8.663     | 271,8 Ew./km²      |
| 2001 | 8.137     | 255,3 Ew./km²      |
| 2002 | 8.435     | 264,7 Ew./km²      |
| 2003 | 8.307     | 260,7 Ew./km²      |
| 2004 | 7.845     | 246,2 Ew./km²      |
| 2005 | 7.801     | 244,8 Ew./km²      |

## Wirtschaft
Seit Jahrhunderten ist der Käse aus Schafs-, Ziegen oder Kuhmilch von Moya und seinen Nachbargemeinden Gáldar und Santa María de Guía für seine Qualität bekannt.